# Uncompahgre
Uncompahgre ist ein Jazzalbum von Kirk Knuffke und Ben Goldberg. Die im Juni 2014 in den Park West Studios, Brooklyn, entstandenen Aufnahmen erschienen 2018 auf Relative Pitch Records.

## Hintergrund
Der Kornettist Kirk Knuffke und der Klarinettist Ben Goldberg, zwei der gefragtesten Hornisten der aktuellen kreativen Musikszene, machen gerne Musik, die einen tiefen Respekt für die Geschichte des Jazz mit einem unverwechselbaren Geist des Abenteuers und des Risikos verbindet, meinte Troy Dostert. Der Albumtitel leitet sich von der Bezeichnung des Ute-Stamms für „trübes Wasser“ ab und verweist auf ein Hochplateau in den San Juan Mountains, der auch der am höchsten gelegene Abschnitt des Colorado-River-Einzugsgebiets ist.

## Titelliste
- Kirk Knuffke & Ben Goldberg: Uncompahgre (Relative Pitch Records RPR1064)[3]

1. Saguache 	4:33
2. Basalt 	3:10
3. Blue River 	4:11
4. La Junta 	2:53
5. Ouray 	2:32
6. Gypsum 	1:22
7. Rocky Ford 	4:34
8. Leadville 	2:59
9. Granby 	5:29
10. De Beque 	1:44
11. Paonia 	1:16
12. Fairplay 	2:05
13. Carbondale 	4:46
14. Cortez 	0:54

Alle Kompositionen stammen von Kirk Knuffke und Ben Goldberg.

## Rezeption
Nach Ansicht von Alberto Bazzurro, der das Album in der italienischen Ausgabe von All About Jazz rezensierte, offenbare die gemeinsame Studiosession einen absolut beneidenswerten Sinn für Form und Struktur. Dabei dominiere eine freie Spielhaltung, ohne das Produkt jedoch besonders schwierig zu machen. Vielleicht kann es hier und da vorkommen, so der Autor, dass sich die beiden Musiker in ihrem Spiel zu einer gewissen Wiederholung tendierten, zum Beispiel in „Paonia“, anderswo agierten sie jedoch entschiedener und engagierter. Dieses Uncompahgre sei in vielerlei Hinsicht als Beispiel für den Dialog von zwei Musikern im dritten Jahrtausend herauszustellen.

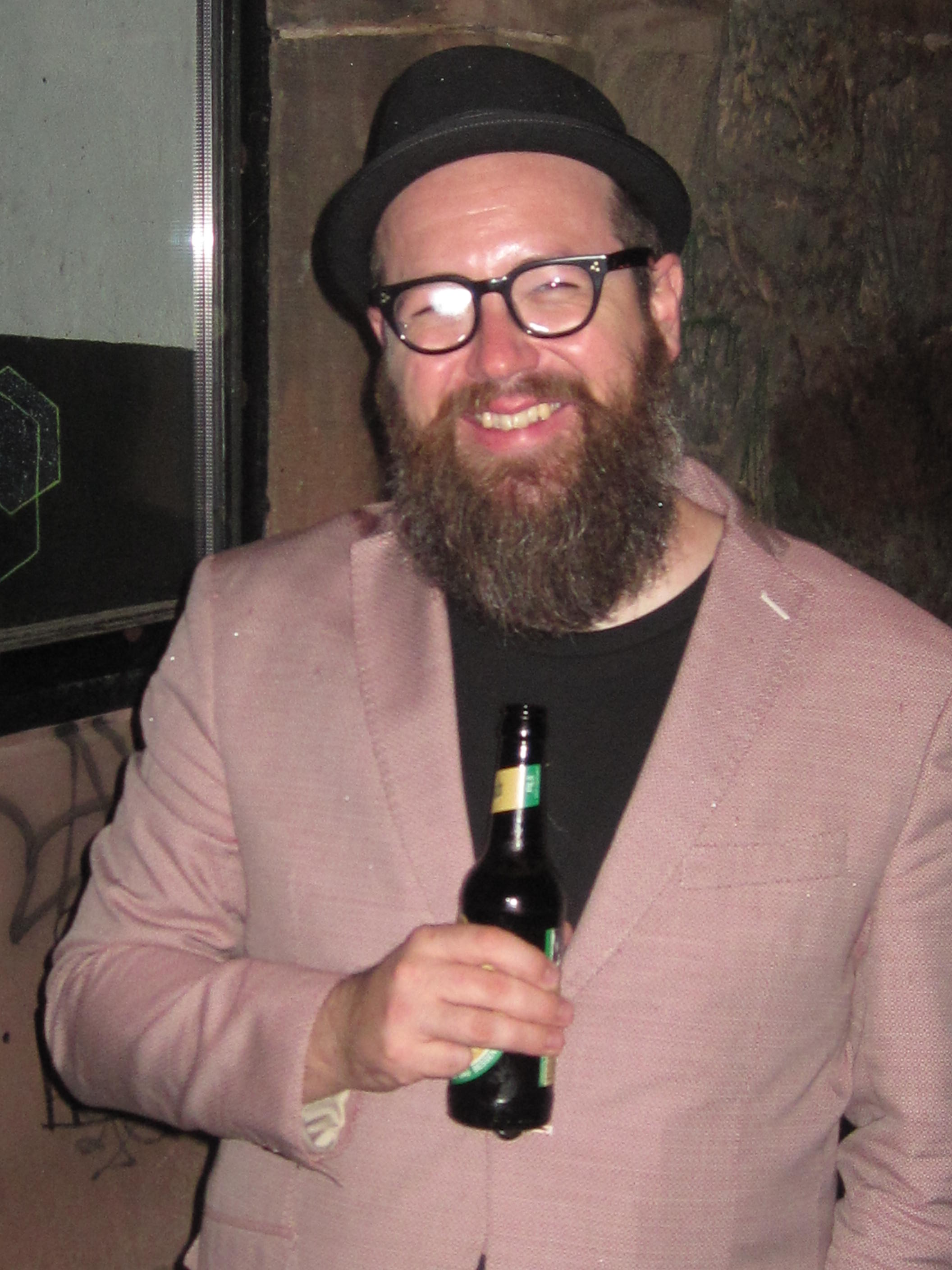
Kirk Knuffke (2018)

Troy Dostert, der das Album ebenfalls in All About Jazz rezensierte, findet, dass die vierzehn ideenreichen und unzeitgemäßen Miniaturen auf Uncompahgre überzeugend zeigten, dass freie Improvisation gleichzeitig herausfordernd sei und eine Menge Spaß bereiten kann. Die aufregendsten Momente träten auf, wenn sich die beiden zu einem unbeschwerten, rhythmischen Spiel zusammenschließen. Das beste Beispiel dafür sei „Rocky Ford“, da das Stück, das mit einer besinnlichen, melodischen Eröffnung beginne, allmählich dynamische Energie aufbaue, wobei beide Spieler ihre Linien zusammen verlängern und ihre rhythmische Interaktion verstärken, bis die Musik positiv swingt. Vielleicht ist der einzige Nachteil des Albums die übermäßige Kürze einiger Tracks, merkt Dostert an – fünf Titel sind zwei Minuten oder kürzer –, bei denen Ideen auftauchen und verblassen, bevor sie vollständig ausreifen würden. Andererseits gäbe es auch hier keinen Füllstoff, da weder Goldberg noch Knuffke an einem unbegründeten Mäandrieren interessiert seien. „Die Musik wird mit Absicht und mit großzügigem Geist gespielt, was für eine gute Aufnahme und einen weiteren erstklassigen Eintrag in den beeindruckenden Diskografien beider Spieler sorgt“.
Derek Taylor schrieb in Dusted, das improvisierte Konklave zwischen dem Kornettisten Kirk Knuffke und dem Klarinettisten Ben Goldberg mache das Fehlen anderer Instrumente belanglos und sogar zum Vorzug des Albums. Nach Ansicht Taylors erinnere die Instrumentierung an frühere Duowerke der Ältesten Bobby Bradford und John Carter. Insgesamt seien die 14 kurzen Stücken von genialer Informalität und reichlich zum Ausdruck gebrachter Kameradschaft geprägt, lobt Taylor.  Gelegentlich kämen auch erweiterte Techniken in den Austausch hinzu, wie etwa Goldbergs flatternde Klappen mit Obertönen, die auf „Blue River“ und Knuffkes gedämpften Horn ain „Leadville“ erschienen. Häufiger jedoch halte das Duo den Inhalt frei von Abstraktionen und Zerstäubung des Klangs, das stattdessen für klangvolles Geben und Nehmen kalibriert sei. Ein Großteil der Stücke sei ausdrucksstark und lebhaft, da ein Spieler eine Idee einpflanze und sie auf den anderen überträgt. Die abgerundeten Resonanzen des Kornetts passten perfekt zum flüssigen Timbre von Goldbergs Klarinette.